# Мандибулометр
Мандибулометр (лат. mandibula - нижня щелепа ; грец. metreo вимірювати) —  прилад для вимірювання нижньої щелепи при антропологічних дослідженнях. Інструмент використовують у краніометрії та остеометрії для фіксації розмірів та кутів нижньої щелепи.

## Будова
Інструмент складається з підставки, що має збоку міліметрову шкалу і двох рухомих площин. Підставка може бути виготовлена з легкого металу,  міцної деревини чи пластмаси. На ній укріплені дві тонкі дощечки. Одна з них розміщена перпендикулярно до підставки і пересувається уздовж неї по вирізаним збоку пазам. Інша міцно закріплена, але може обертатися на 180 ° і теж має міліметрову шкалу. Збоку від цієї дощечки укріплений транспортир. Основа транспортира розташована на підставці, а його центр збігається з площиною дошки. Таким чином, можна визначити кут повороту дошки навколо нерухомої осі на підставці.

## Правила застосування
Щоб правильно виміряти нижню щелепу потрібно спершу встановити обертаючу дошку у перпендикулярне положення відносно  підставки. Покласти нижню щелепу на підставку, притиснувши її відростки до цієї дошки. Дошка, що пересувається вздовж підставки, притискається до підборідного виступу і фіксує довжину нижньої щелепи. Після цього, обертаюча дошка поєднується з площиною нахилу гілок нижньої щелепи, а друга дошка знову притискається до підборідного виступу і, таким чином, визначається довжина, власне, нижньої щелепи або довжина нижньої щелепи від вершин її кутів. Позначки на транспортирі вказують кут нахилу щелепної гілки, а шкала на обертаючій дошці - її висоту.
При користуванні цим приладом слід суворо стежити за тим, щоб гвинти були підкручені, а лінійки добре притиснуті до муфти. Точність вимірів циркуля повинна перевірятися за допомогою верифікатора. 